# Les Planes (Suterranya)
Les Planes són unes planes de muntanya del terme municipal de Tremp, dins de l'antic terme de Suterranya, al Pallars Jussà.
Estan situades a l'est-nord-est del poble de Suterranya, al sud de la Torreta de Suterranya i del Puig Falconer, a l'extrem de llevant de la plana per on s'estén la meitat meridional del territori del poble de Suterranya, a la dreta del barranc del Pont de Fusta.